# Az ősforrás (regény)
Az ősforrás Ayn Rand orosz-amerikai írónő 1943-as regénye, egyben az első jelentős irodalmi sikere. A regény főszereplője a hagyományos normák ellen küzdő, hajthatatlan fiatal építész, Howard Roark, aki nem hajlandó kompromisszumot kötni az újdonságokat elvető építészeti intézményrendszerrel. Roark az író szemében megtestesíti az ideális férfit; küzdelme tükrözi Rand azon meggyőződését, hogy az individualizmus felsőbbrendű a kollektivizmusnál.
Roark ellenpontja az általa „másodkézből élőnek” nevezett szereplők, akik a konformitást a függetlenség és az integritás fölé helyezik. Közöttük van Roark egykori osztálytársa, Peter Keating, aki a népszerű stílus követésével éri el sikereit, de a tervezési problémáival Roarkhoz fordul segítségért. A szocialista építészkritikus, Ellsworth Toohey – aki befolyását saját politikai és társadalmi céljaira használja fel –, megpróbálja kisiklatni Roark karrierjét. A bulvárlapkiadó Gail Wynand a közvélemény formálására törekszik; összebarátkozik Roarkkal, majd elárulja őt, amikor a közvélemény egy olyan irányba fordul, amelyet nem tud irányítani. A regény legvitatottabb szereplője Roark szeretője, Dominique Francon. Szerinte a nonkonformitásnak nincs esélye a győzelemre, ezért egyrészt segíti Roarkot, másrészt igyekszik keresztbe tenni neki.
Tizenkét kiadó utasította el a kéziratot, míg végül a Bobbs-Merrill Company egyik szerkesztője állását kockáztatva kiadta. A kortárs kritikusok véleménye megoszlott. Egyesek a regényt az individualizmus erőteljes dicshimnuszaként dicsérték, míg mások túl hosszúnak találták, és hiányolták a szimpatikus szereplőket. A könyv kezdetben lassan fogyott, de a suttogó propaganda hatására végül népszerűvé vált, és bestseller lett. A könyvből világszerte több mint tízmillió példány kelt el; több mint 30 nyelvre fordították le. A regény új rajongókat szerzett Randnek, és tartós hatást gyakorolt az építészek, vállalkozók, amerikai konzervatívok és libertáriusok körében.
A regényt többször is feldolgozták. Illusztrált változata 1945-ben jelent meg újságokban. A Warner Bros. 1949-ben filmváltozatot készített belőle; Rand írta a forgatókönyvet, Gary Cooper pedig Roarkot alakította. A kritikusok fanyalogtak, mert a film nem hozta vissza a belé fektetett pénzt; mégis számos rendező és író fontolgatta, hogy új filmváltozatot készít. 2014-ben Ivo van Hove belga színházi rendező színpadi adaptációt készített, amely vegyes kritikát kapott.

## Cselekmény

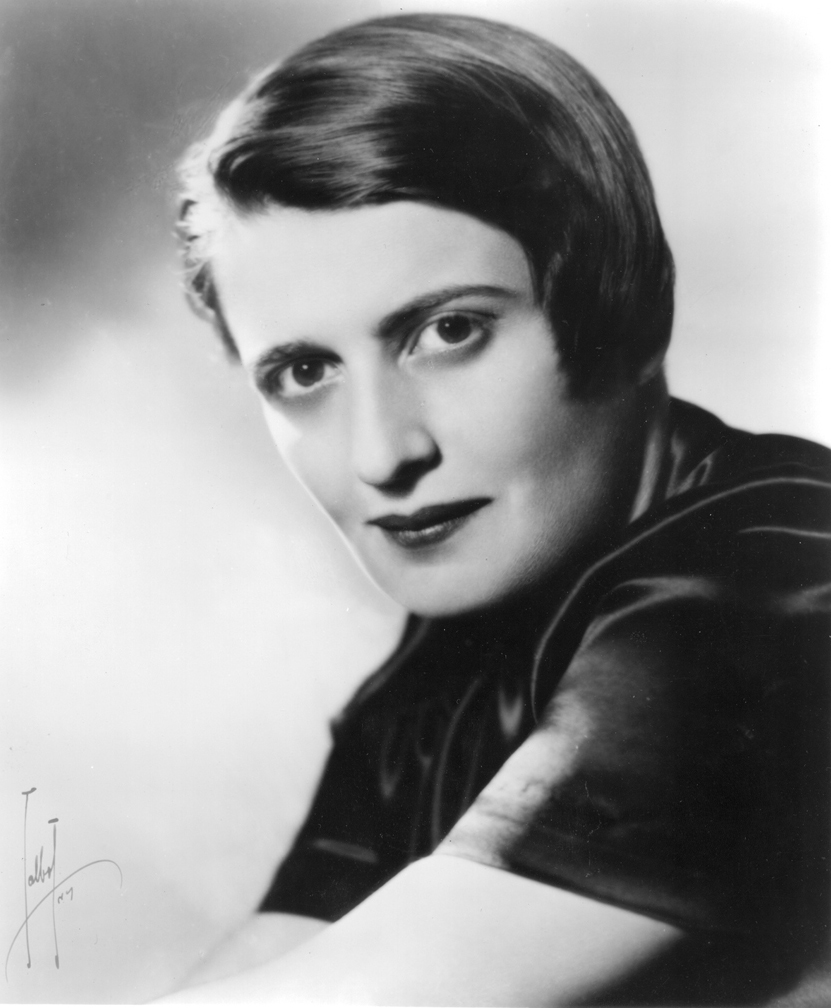
Ayn Rand 1943-ban

1922 elején Howard Roarkot elbocsátják a Stantoni Műegyetem építészeti tanszékéről, mert nem tartja magát az egyetemi konvenciókhoz. Roark New Yorkba megy, ahol munkát kap Henry Cameronnál. Cameron egykor elismert építész volt, de már kevés megbízást kap. Időközben Roark népszerű, de üresfejű diák- és lakótársa, Peter Keating (akinek Roark néha segített a feladataiban) kitüntetéssel végez. Ő is New Yorkba költözik, ahol állást kap a tekintélyes Francon & Heyer építészeti cégnél. Keating behízelgi magát Guy Franconnál, és igyekszik megszabadulni a vetélytársaitól. Francon cégtársa, Lucius Heyer Keating áskálódása miatt szélütésben meghal, és Francon Keatinget választja a helyére. Eközben Roark és Cameron inspiráló műveket alkotnak, de anyagi gondokkal küzdenek.
Cameron nyugdíjba vonulása után Keating felveszi Roarkot, akit Francon hamarosan kirúg, mert nem hajlandó klasszikus stílusú épületet tervezni. Roark rövid ideig egy másik cégnél dolgozik, majd saját irodát nyit. Nehezen talál ügyfeleket, így felszámolja az irodát. Állást kap egy Francon tulajdonában lévő gránitbányában. Találkozik Francon lányával, Dominique-kal – a The New York Banner rovatvezetőjével – a lány családja közeli birtokán. Azonnal vonzalom támad köztük, durván szexelnek, amit Dominique később erőszaknak érez. Röviddel ezután Roark arról értesül, hogy egy új ügyfél akar épületet terveztetni, és visszatér New Yorkba. Dominique is visszatér New Yorkba, és megtudja, hogy Roark építész. Nyilvánosan támadja a munkáját, de titkos légyottokon találkozik vele.
A Banner népszerű építészeti rovatának szerkesztője, Ellsworth M. Toohey szókimondó szocialista, aki rovata és befolyásos munkatársai segítségével formálja a közvéleményt. Toohey lejárató kampánnyal akarja megsemmisíteni Roarkot. Egy gazdag ismerősének, Hopton Stoddardnak – aki az Emberi Szellem Templomát akarja megépíteni – beajánlja Roarkot. Roark szokatlan tervei között szerepel egy Dominique-ról mintázott meztelen szobor; Toohey ráveszi Stoddardot, hogy jogellenes gyakorlat címén perelje be Roarkot. Toohey és számos építész (köztük Keating) a tárgyaláson azt vallja, hogy a hagyományos stílust elutasító Roark építésznek alkalmatlan. Dominique a vád mellett érvel úgy, hogy inkább Roark, mint a felperes védelmében beszél, de elveszíti a pert. Dominique úgy dönt, ha már nem élhet abban az ideális világban, ahol a Roarkhoz hasonló férfiak nagyságát elismerik, teljesen idomul a Roarkot megvető és Keatinget magasztaló világhoz. Feleségül megy Keatinghez, teljesen alárendeli magát neki; azt teszi és mondja, amit a férfi akar, és győzködi a potenciális ügyfeleket, hogy Roark helyett a férjét bízzák meg.
Dominique lefekszik Wynanddal azért, hogy Keating megkapja a Banner tulajdonosa és főszerkesztője, Gail Wynand nagy presztízsű megbízását. Wynand annyira vonzódik Dominique-hoz, hogy fizet Keatingnek azért, hogy elváljon. Wynand és Dominique összeházasodik. Wynand házat akar építtetni magának és új feleségének. Megtudja, hogy Roark tervezte azokat az épületeket, amelyek tetszenek neki, ezért őt bízza meg a munkával. Roark és Wynand közeli barátságba kerül. Wynand nincs tudatában Roark Dominique-hoz fűződő korábbi kapcsolatának.
Keating csillaga leáldozott, és könyörög Toohey-nek, vesse latba befolyását, hogy ő kapja meg a nagy érdeklődés övezte Cortlandt lakásépítési projektet. Keating tudja, hogy legsikeresebb projektjeit Roark segítette, ezért Roark segítségét kéri a tervezésben. Roark beleegyezik, de névtelenséget kér, és azt, hogy a projekt pontosan a tervei szerint épüljön fel. Roark a Wynanddal töltött hosszú szabadságáról visszatérve észreveszi, hogy Keating nem tudta megakadályozni a Cortlandt-projekten végrehajtott jelentős változtatásokat. Roark dinamittal felrobbantja az épületet, ezzel megakadályozza elképzeléseinek eltorzítását.
Roarkot letartóztatják, tettét széles körben elítélik, de Wynand úgy dönt, hogy újságjában kiáll barátja mellett. Ez a népszerűtlen álláspont csökkenti az újság eladott példányszámát. Wynand alkalmazottai sztrájkba lépnek, mert Wynand elbocsátja Toohey-t, aki Roarkot kritizálva szembeszegült vele. A lap megszűnésének lehetőségével szembesülve Wynand enged, és egy Roarkot vádló cikket jelentet meg. A tárgyaláson Roark hosszú beszédet mond az egó és a becsület fontosságáról, miután felmentik. Dominique otthagyja Wynandot, és Roarkhoz költözik. Wynand, aki Roark megtámadásával elárulta saját értékrendjét, végre felfogja annak a hatalomnak a természetét, amelyet a sajátjának hitt. Megszünteti a Bannert, és megrendel Roarktól egy felhőkarcolót, amely az emberi teljesítmény emlékműveként szolgál majd. Tizennyolc hónappal később a Wynand Torony építése zajlik. Dominique – aki már Roark felesége – az építkezés helyszínére érkezik, hogy az acélváz tetején találkozzanak.

## Főbb szereplők

### Howard Roark

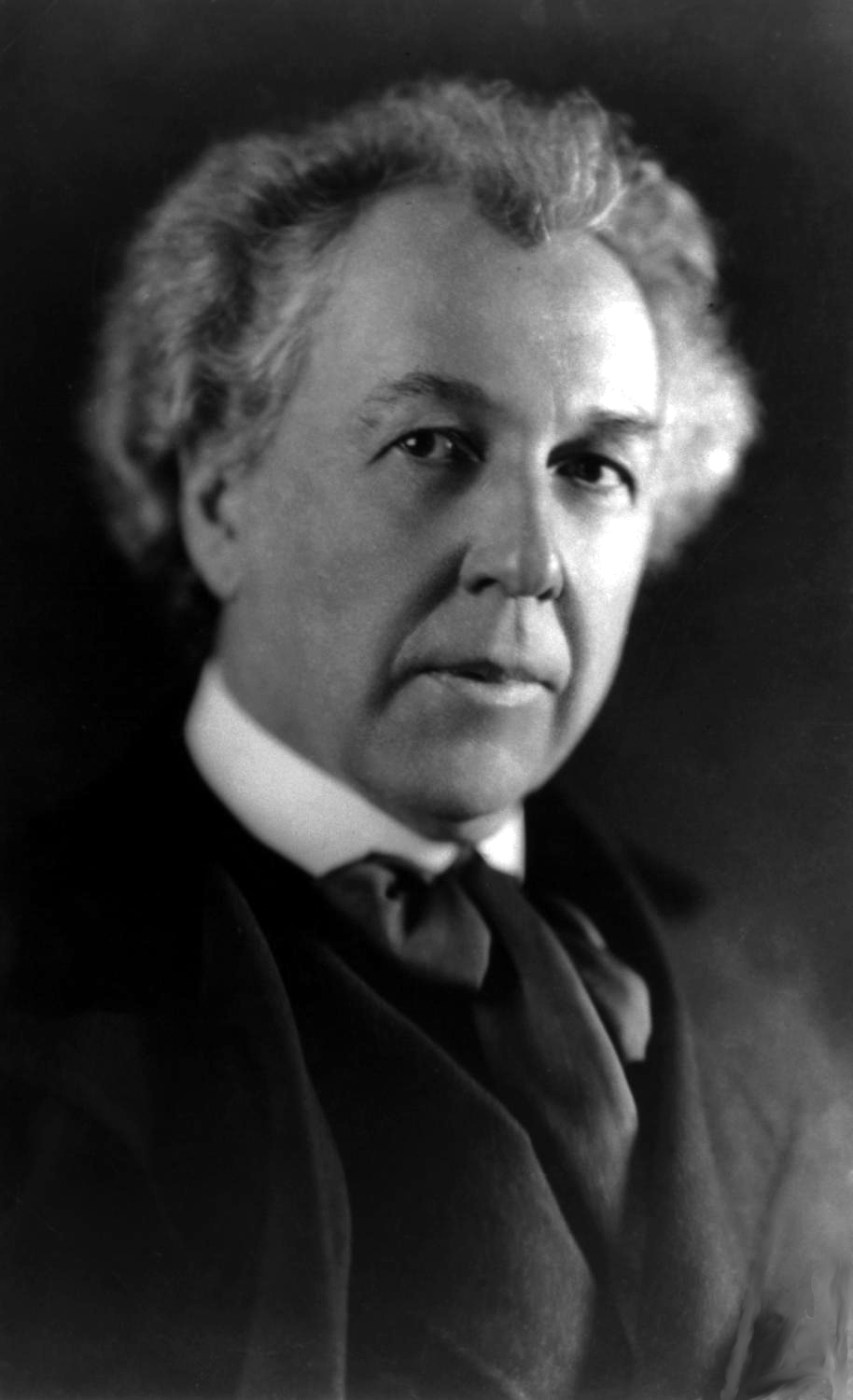
Howard Roark alakjának megírásakor Randet Frank Lloyd Wright építész ihlette

A regényírással Rand kimondott célja az volt, hogy megmutassa az ideális férfiról alkotott elképzeléseit. Howard Roarkról, az Ősforrás főhőséről gondolta először, hogy ez sikerült. Roark testesíti meg Rand egoista erkölcsi ideáljait, különösen a függetlenség és a feddhetetlenség erényét.
Roark figuráját – legalább részben – Frank Lloyd Wright amerikai építész ihlette. Rand szerint ez az építészetével és „pályafutása mintázatával” kapcsolatos konkrét elképzeléseire korlátozódott. Tagadta, hogy Wrightnak bármi köze lett volna a Roark által képviselt filozófiához vagy a cselekmény eseményeihez. Rand tagadásával szemben a kritikusok Wright és Roark között erősebb kapcsolatot tételeznek fel. Wright kétértelműen fogalmazott azzal kapcsolatban, hogy szerinte Roark róla szólt-e; néha utalt erre, máskor tagadta. Wright életrajzírója, Ada Louise Huxtable jelentős különbségeket írt le Wright és Rand filozófiája között, idézve az előbbit: „Tagadom az apaságot, és nem vagyok hajlandó feleségül venni az anyát.” Martin Filler építészkritikus szerint Roark jobban hasonlít a svájci-francia modernista építészre, Le Corbusier-re, mint Wrightra.

### Peter Keating
Az individualista Roarkkal ellentétben Peter Keating konformista, aki mások akaratának megfelelő döntéseket hoz. Keating két évvel Roark felett járt az építészeti egyetemen, és eredetileg nem is akart építész lenni. Szeretett festeni, de az édesanyja inkább az építészet felé terelte. Ebben is – mint minden döntésében – Keating úgy tesz, ahogy mások elvárják tőle, ahelyett hogy a személyes érdekeit követné. Törtető, a karrierjére és a társadalmi helyzete javítására összpontosít. Eszköze a manipuláció és a népszerű stílusokhoz való igazodás. Magánéletében is hasonló utat jár be: bár nem szerelmes Dominique-ba, őt veszi nőül, és nem a szeretett nőt – aki viszont nem olyan szép, mint Dominique, és társadalmi kapcsolatai sincsenek. Élete derekán Keating elégedetlen életútjával, karrierje hanyatlásnak indul, de már túl késő ahhoz, hogy változtasson.
Rand nem egy konkrét építészről mintázta Keatinget. A figurát Rand egyik, az 1930-as évek elején Hollywoodban dolgozó szomszédja ihlette. Rand az életcéljáról kérdezte a fiatal nőt, aki válaszában a társadalmi előrejutásról beszélt: azt szerette volna, hogy anyagi javai és társadalmi helyzete meghaladja másokét. Rand Keatinget ennek a motivációnak az archetípusaként alkotta meg, amelyet az önérdek ellentétének tekintett.

### Dominique Francon

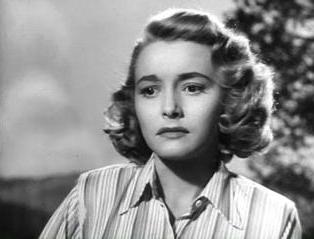
Dominique Francon szerepében Patricia Neal

Dominique Francon az Ősforrás című regény hősnője. Rand jellemzése szerint „a megfelelő nő egy olyan férfihoz, mint Howard Roark”. Az író Dominique-ot önmagához hasonlónak, „rosszkedvűnek” írja le. A regény nagy részében Dominique abban a tévhitben él, hogy a korrupt világ elpusztítja az általa értékesnek tartott dolgokat. Mivel úgy hiszi, hogy az általa csodált értékek nem tudnak fennmaradni a való világban, úgy dönt, hogy elfordul az értékektől, hogy a világ ne árthasson neki. Csak a regény végén ismeri fel, hogy ő is lehet boldog.

### Gail Wynand
Gail Wynand gazdag sajtómágnás. Szegény gyermekkorát a New York-i gettóban (Hell’s Kitchen) töltötte, majd felnőve a város sajtójának nagy részét megszerezte. Bár Wynand és Roark számos jellemvonása közös, az előbbi sikere azon alapszik, hogy képes a közvéleménynek megfelelni. Az író ezt végzetes hibaként írja le, amely végül Wynand bukásához vezet. Naplójában a szerző Wynandot úgy jellemzi, mint „aki hős individualista lehetett volna”, szembeállítva őt Roarkkal, „aki nemcsak lehetett volna, de lett is”. Wynand figurájának egyes elemeit – például a demokrata újságírást és a politikai befolyás többé-kevésbé sikeres megszerzését – William Randolph Hearst sajtómágnás ihlette. Wynand kezéből végül kicsúszik a hatalom: elveszíti újságját, a feleségét és Roark barátságát. A figurát a Friedrich Nietzsche filozófus által leírt mesteri moralitás megtestesüléseként értelmezték; tragikus természete jól illusztrálja azt, hogy az író elutasítja Nietzsche filozófiáját. Rand nézete szerint egy olyan ember, mint Wynand, aki mások feletti hatalomra törekszik, ugyanúgy „másodkézből élő”, mint egy konformista – például Keating.

### Ellsworth Tooheys

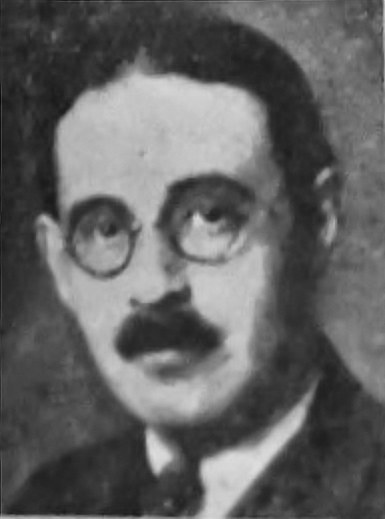
Harold Laski volt Ellsworth Toohey figurájának egyik ihletője

Ellsworth Monkton Toohey Roark antagonistája. Ő a gonosz megszemélyesítője – Rand regényhősei közül a legaktívabb és legöntudatosabb gonosztevő. Toohey szocialista, s így a kollektivizmus szellemét képviseli. A tömegakarat képviselőnek állítja be magát, de valójában a mások feletti hatalomra vágyik. Áldozatai önbecsülését lerombolja, és – a minden embert és eredményt egyformán értékesnek tekintő – etikai altruizmus és a szigorú egalitarizmus eszméinek népszerűsítésével széleskörű hatalomra törekszik („a világ” felett, ahogy Keatingnek egy őszinte pillanatában kijelenti). Rand a szociáldemokrata brit Munkáspárt elnöke, Harold Laski alakjából kiindulva elképzelte, mit tenne Toohey egy adott helyzetben. Részt vett Laski New York-i előadásán, hogy anyagot gyűjtsön a regényhez, majd ezt követően megváltoztatta a karakter fizikai megjelenését, hogy hasonló legyen Laskiéhoz. A figura megalkotásában két New York-i értelmiségi, Lewis Mumford és Clifton Fadiman is segédkezett.

## A könyv története

### Háttér
Amikor Rand 1926-ban a Szovjetunióból New Yorkba érkezett, nagy hatással voltak rá Manhattan hatalmas felhőkarcolói, amelyeket a szabadság szimbólumainak tekintett. Elhatározta, hogy ír róluk. Az ifjú forgatókönyvírót 1927-ben Cecil B. DeMille filmproducer alkalmazta, és felkérte, hogy írjon forgatókönyvet a Felhőkarcoló című filmhez. Dudley Murphy története két, felhőkarcolón dolgozó építőmunkásról szólt, akik egyazon nő szerelméért versengenek. Rand változatában a riválisokból építészek lettek. Egyikük, az idealista Howard Kane a tornyosuló akadályok ellenére megépítette a felhőkarcolót. A film úgy végződött volna, hogy Kane a kész felhőkarcoló tetején áll. DeMille elutasította Rand forgatókönyvét, és az elkészült film Murphy eredeti ötletét követte. Rand változatának egyes elemei Az ősforrás című regényben köszönnek vissza.
1928-ban Rand jegyzeteket készített egy tervezett, de soha meg nem írt regényéhez, melynek címe A kis utca.  Rand egyes elemei felbukkannak a Az ősforrás című művében is. David Harriman – aki a posztumusz megjelent Journals of Ayn Rand (1997) című könyv jegyzeteit szerkesztette – a történet gonosztevőjét Ellsworth Toohey előképének tekintette, és a gonosztevőnek a főhős általi meggyilkolása Toohey meggyilkolási kísérletének előfutáraként szerepelt. 
Rand Az ősforrás (eredeti címe : Használt életek ) című regényét első regénye, a Mi, az élők (We the Living) 1934-es befejezése után kezdte el írni. A korábbi regény részben Rand ismerőseiből indult ki; az új regény ezzel szemben az építészet kevésbé ismerős világára összpontosított. Az író kiterjedt kutatást végzett tehát, amelynek során számos életrajzot, és más, építészettel foglalkozó könyvet elolvasott. Emellett fizetés nélküli gépíróként dolgozott Ely Jacques Kahn építész irodájában. Rand 1935 decemberében kezdte el az új regény jegyzeteit írni.
Rand a We the Living (Mi, az élők) című könyvénél kevésbé nyíltan politikai regényt szeretett volna írni, hogy elkerülje, hogy „egytémájú” szerzőként tekintsenek rá. A történetet kidolgozésa közben azonban egyre több politikai jelentést kezdett látni a regény individualizmusról alkotott elképzeléseiben.  Rand azt is tervezte, hogy a regény négy szakaszát az intellektuális fejlődésére nagy hatássaal lévő Friedrich Nietzsche egy-egy idézetével vezeti be, de végül úgy döntött, hogy Nietzsche gondolatai túlságosan különböznek az övéitől. A végleges kézirat szerkesztése során eltávolította belőle az idézeteket és az egyéb Nietschére vonatkozó utalásokat.  
Rand munkáját többször is félbeszakította. 1937-ben szünetet tartott, azért, hogy megírja a Himnusz című novelláját. 1938 júniusának egyik éjszakáján majdnem feladta a könyv megírásának tervét. Férje, Frank O'Connor órákon át bátorította, végül meggyőzte, hogy ne adja fel. Emellett befejezte a We the Living című darab színpadi adaptációját, amelyet rövid ideig műsoron volt 1940-ben.  Ugyanebben az évben aktív politikai szereplővé vált. Először önkéntesként dolgozott Wendell Willkie elnökválasztási kampányában, majd megpróbált konzervatív értelmiségiekből csoportot létrehozni.  Ahogy a korábbi könyveiből származó jogdíjai elapadtak, szabadúszó munkát kezdett végezni forgatókönyv-olvasóként filmstúdiók számára. Amikor Rand végre talált egy kiadót, a regénynek csak egyharmada volt kész.

### A könyv megjelenése
Rand nehezen talált kiadót új könyvéhez, hiába volt már ismert regényíró, akinek darabja sikerrel futott a  Broadway-n. A Macmillan Publishing, amely a We the Living (Én, az élők) című könyvet kiadta, elutasította a könyvet, miután Rand ragaszkodott hozzá, hogy az első könyvénél nagyobb hírverést csapjanak az új regényének. Rand ügynöke a könyvet más kiadónak is felajánlotta; 1938-ban Knopf szerződést írt alá a könyv megjelentetésére. Rand 1940 októberére viszont még csak a kézirat negyedével volt kész, ezért Knopf felmondta a szerződést. Több más kiadó is elutasította a könyvet. Amikor Rand ügynöke kritizálni kezdte a regényt, Rand kirúgta az ügynököt, és úgy döntött, hogy maga intézi a könyv megjelenését.  Tizenkét kiadó (köztük a Macmillan és a Knopf) utasította el a könyvet.   
Míg Rand forgatókönyvíróként dolgozott a Paramount Picturesnél, és a főnöke beajánlotta a Bobbs-Merrill Company-hoz. Az egyik nemrég felvett szerkesztőnek, Archibald Ogdennek tetszett a könyv, de két belső lektor ellentmondásos véleményt fogalmazott meg. Az egyik azt mondta, hogy nagyszerű könyv, ami sosem fog elkelni; a másik azt mondta, hogy szemét, de jól fog fogyni. Ogden főnöke, a Bobbs-Merrill elnöke, D. L. Chambers úgy döntött, hogy elutasítja a könyvet. Ogden táviratban válaszolt a központba: „Ha ez a könyv nem Önnek való, akkor én nem vagyok a megfelelő szerkesztő az Ön számára.” Határozott álláspontjának köszönhetően Rand 1941. december 10-én elnyerte a szerződést. Emellett 1000 dolláros előleget is kapott, hogy teljes munkaidőben dolgozhasson a regényen, amit 1943. január 1-jén fejezett be.
Rand 1942-ben hosszú órákat dolgozott, hogy befejezze kéziratának utolsó kétharmadát, amellyel 1942. december 31-én készült el. Rand a könyvnek Használt életek munkacímét adta, de Ogden szerint ezzel a történet gonosztevőit hangsúlyozza. Rand alternatívaként a Főrugót (The Mainspring) ajánlotta fel, de ezt a címet nemrégiben egy másik könyvhöz használták. Ezután egy szinonimaszótárban találta meg a „fountainhead” szót. Az ősforrás 1943. május 7-én jelent meg, először 7500 példányban. Kezdetben kevés fogyott belőle, de 1943 végén egyre több példány fogyott, elsősorban a szájhagyománynak köszönhetően. A regény 1944-ben kezdett megjelenni a bestsellerlistákon. 1945 augusztusában, több mint két évvel az első megjelenése után, elérte a hatodik helyet a The New York Times bestsellerlistáján. 1956-ra a keményfedeles kiadás több mint 700 000 példányban kelt el. Az első puhafedeles kiadást a New American Library adta ki, 1952-ben. 
A New American Library 1971-ben, a könyv megjelenésének 25. évfordulóján jubileumi kiadást jelentetett meg, melyhez Rand új bevezetőt írt.  A jubileumi kiadás borítóján Frank O'Connor „A férfi is felemelkedik” című festménye látható. 1993-ban, az 50. évfordulóra a Bobbs-Merrill kiadónál megjelentetett kiadásában Rand örököse, Leonard Peikoff utószava is olvasható.  A regényt több mint 30 nyelvre fordították le. 
Néhány részletet a kiadás előtt eltávolítottak a szövegből; a leglényegesebb Howard Roark és Vesta Dunning színésznő kapcsolatát érinti, ugyanis az utóbbi alakját kihagyták a kész regényből. A törölt részeket posztumusz 1984-ben tették közzé a The Early Ayn Rand című folyóiratban.

## A könyv témái

### Individualizmus
Rand szerint Az ősforrás fő témája az „individualizmus kontra kollektivizmus; nem a politikában, hanem az ember lelkében”. Douglas Den Uyl filozófus a regényben bemutatott individualizmust kifejezetten amerikai jellegűnek minősíti, mert azt az USA társadalmának és intézményeinek kontextusában ábrázolják.  Roark tárgyalása során felmerült ugyan az egyéni jogok amerikai koncepciója, de ettől eltekintve az írónő kerüli a politikai kérdések tárgyalását. Ahogy James Baker történész fogalmazott: „Az ősforrás – annak ellenére, hogy az 1930-as években keletkezett – alig foglalkozik a politikával vagy a gazdasággal. A világpolitikával sem foglalkozik, pedig a második világháború alatt íródott. Ember áll a rendszerrel szemben, más ügyek nem bukkannak fel.”  A regény kézirata kezdetben explicitebb politikai utalásokat tartalmazott, de Rand ezeket kivette a végleges szövegből. 

### Építészet

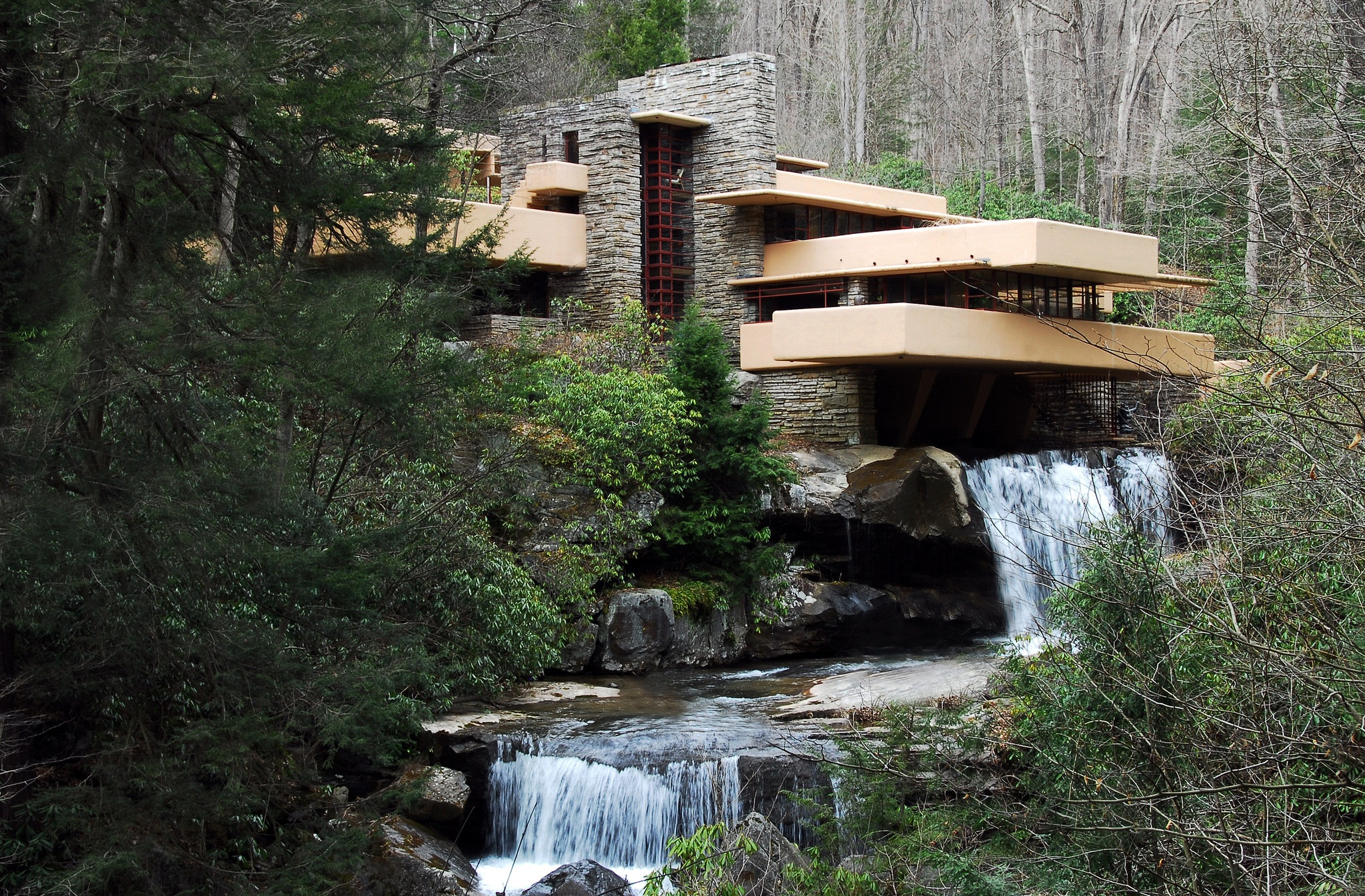
Rand Roark épületeiről szóló leírásait Frank Lloyd Wright munkái, például a Vízesés ihlették.

Rand az építészeti hivatást választotta regénye hátterének, bár korábban semmit sem tudott erről a területről.  Mivel az építészet ötvözi a művészetet, a technológiát és az üzleti életet, lehetővé tette számára, hogy főtémáját több szemszögből is bemutassa. Rand később azt írta, hogy az építész „egyrészt művészet, másrészt az emberek túléléséhez alapvetően szükséges dolog biztosítása”. Az Amerikai Építészintézet egyik részlegéhez intézett beszédében Rand párhuzamot vont az építészet és az individualizmus között; mondván, hogy az az időszak, amikor az építészetben fejlődés történik, egyben nagyobb szabadságot is biztosít az egyén számára. 
Roark modernista építészeti megközelítése ellentétben áll a regényben szereplő legtöbb építész megközelítésével. A nyitó fejezetben az építészeti kar dékánja azt mondja Roarknak, hogy a legjobb építészetnek a múltat kell lemásolnia, ahelyett, hogy újítana vagy fejlődne. Roark többször is elveszíti az állását és a megbízóit, mert nem hajlandó másolni a hagyományos építészeti stílusokat. Ezzel szemben a konvencióknak megfelelő Keating az egyetemen kiváló minősítést és azonnali állásajánlatot kap. Ugyanez az innováció és a hagyomány közötti konfliktus tükröződik Roark mentorának, Henry Cameronnak a karrierjében is.

### Filozófia
Den Uyl „filozófiai regénynek” nevezi Az ősforrást, mert filozófiai kérdéseket tárgyal és sajátos filozófiai nézőpontot kínál. A könyv megjelenését követő években Rand kidolgozott egy olyan filozófiai rendszert, amelyet objektivizmusnak nevezett el. Az ősforrás nem tartalmazza ezt a explicit filozófiát, és Rand nem elsősorban azért írta a regényt, hogy filozófiai gondolatokat közvetítsen. Az író ennek ellenére 1961-ben három részletet közölt a regényből az For the New Intellectual című gyűjteményben, amelyet az objektivizmus vázlatának nevezett. Peikoff számos idézetet és példát használt Az ősforrás című regényből Rand filozófiájáról szóló, 1991-ben megjelent könyvében, az Objectivism: The Philosophy of Ayn Rand címűben.

## A könyv fogadtatása és utóélete

### Kritikai fogadtatás
Az ősforrás megosztotta a kritikusokat. A The New York Times-ban Lorine Pruette dicsérte a „zseniálisan, szépen és keserűen” író Randet. Szerinte a regény „az egyén dicsőítésére írt himnusz”, amely arra indítja az olvasókat, hogy alapvető kerdésekről gondolkodjanak el. Orville Prescott ugyanebben az újságban „katasztrofálisnak” nevezte a regényt, mivel a cselekmény „kavalkádokat és tekervényeket” tartalmaz, a szereplőgárda pedig „nyers”. Benjamin DeCasseres, a New York Journal-American publicistája Roarkot „a modern amerikai irodalom egyik legihletőbb szereplőjének” nevezte. Rand levelet küldött DeCasseresnek, amelyben megköszönte neki, hogy – sok más kritikussal ellentétben – elmagyarázta a könyv individualizmussal kapcsolatos gondolatait. Voltak más pozitív kritikák is, bár Rand közülük sokat elutasított, mondván, hogy vagy nem értették meg az üzenetét, vagy jelentéktelen kiadványokból származnak. Számos negatív kritika a regény hosszát támadta, például az egyik „bálnakönyvnek” nevezte, egy másik pedig azt írta, hogy „bárki, akit becsap, megérdemel egy szigorú leckét a papírjegyrendszerről ”. Más negatív kritikák a szereplőket ellenszenvesnek, Rand stílusát pedig „támadóan közönségesnek” nevezték.
Dominique Francon alakja vegyes reakciókat keltett. Chris Matthew Sciabarra filozófus „a regény egyik legbizarrabb szereplőjének” nevezte.  Mimi Reisel Gladstein irodalomtudós „a perverzitás érdekes esettanulmányának” tartotta Dominique-et. Tore Boeckmann író ellentmondásos hiedelmekkel rendelkező figuraként jellemezte a szereplőt, és tetteit a konfliktusok lehetséges kimenetele logikus következményének látta.
Az első megjelenését követő években Az ősforrás viszonylag kevés figyelmre méltatták az irodalomkritikusok. A regény örökségét értékelve Douglas Den Uyl filozófus Az ősforrást méltánytalanul elfeledettnek nevezte az író későbbi, Atlasz vállat vont című regényéhez képest; szerinte: „a mi problémánk az, hogy megtaláljuk azokat a témákat, amelyek világosan felmerülnek Az ősforrással kapcsolatban, de mégsem kényszerítenek minket arra, hogy egyszerűen Atlasz vállat vont szemszögéből olvassuk.”  A regényt elemző kritikusok közül a könyvet egyesek Rand legjobb regényének tartják, bár egyes esetekben ezt az értékelést Rand írásainak összességében negatív megítélése árnyalja. Tisztán negatív értékelések később is születtek; az amerikai irodalomról szóló egyik 2011-es áttekintés szerint „a mainstream irodalmi kultúra az 1940-es években elutasította [a regényt], és ma is elutasítja”. 

### Feminista kritika
Feminista kritikusok elítélték Roark és Dominique első szexuális együttlétét, azzal vádolva Randet, hogy a nemi erőszakot támogatja.  A kritikusok szerint a jelenet antifeminista nézőpontot képvisel, amely a nőt a férfi alárendeltjének tekinti.  Susan Brownmiller Against Our Will: Men, Women and Rape (Akaratunk ellenére: Férfiak, nők és nemi erőszak ) című 1975-ben megjelent művében elítéli az általa „Rand nemi erőszakról szóló filozófiájának” nevezett jelenetet, amelyben a nőt úgy ábrázolja, mint aki „arra vágyik, hogy egy felsőbbrendű férfi megalázza”. Randet „saját neme árulójának” tartotta. Susan Love Brown szerint a jelenet tiszta szadomazochizmus; „a nő alárendeltséget és passzivitását” mutatja.  Barbara Grizzuti Harrison azt sugallja, hogy az ilyen „mazochista fantáziákat” élvező nő „sérült” és alacsony az önbecsülése. Bár Mimi Reisel Gladstein csodálnivaló elemeket is talált Rand női főszereplőiben, azt írta, hogy az az olvasó, aki „tudatosabb a nemi erőszak természetével kapcsolatban”, helyteleníti a Rand által „romantizált nemi erőszakot”. 
Rand posztumusz kiadott, a regényhez írt jegyzeteiből kiderül, hogy amikor 1936-ban elkezdte írni a könyvet, úgy gondolta, hogy Roark figurája, „ha szükséges, erőszakot tehet, és ezt jogosnak érezheti”. Tagadta, hogy a regényben történtek valójában nemi erőszakról szólnának, inkább a „kiprovokált nemi erőszak” kifejezést használata. Azt mondta, Dominique akarta és „szinte kiprovokálta” a dolgot, többek között egy olyan részletre hivatkozva, ahol Dominique megkarcol egy márványlapot a hálószobájában, és Roarkot hívja, hogy javítsa meg. Rand szerint valódi nemi erőszak „szörnyű bűncselekmény” lenne. A regény védelmezői egyetértettek ezzel az értelmezéssel. Az ezt a jelenetet tárgyaló esszében Andrew Bernstein azt írja, hogy – bár sok „zavar” övezi – a regényben található leírás „meggyőző” bizonyítékot szolgáltat Dominique Roark iránt érzett erős vonzalmára, és az iránta érzett szexuális vágyára.  Wendy McElroy individualista feminista azt mondta, hogy Dominique-ot ugyan „ledöntötték”, mégis „egyértelmű jel” mutat arra, hogy Dominique beleegyezett az aktusba, és élvezte is az élményt.  Bernstein és McElroy is úgy vélte, hogy a feministák, például Brownmiller értelmezése a szexualitás téves felfogásán alapul.

### A regény hatása Rand pályájára

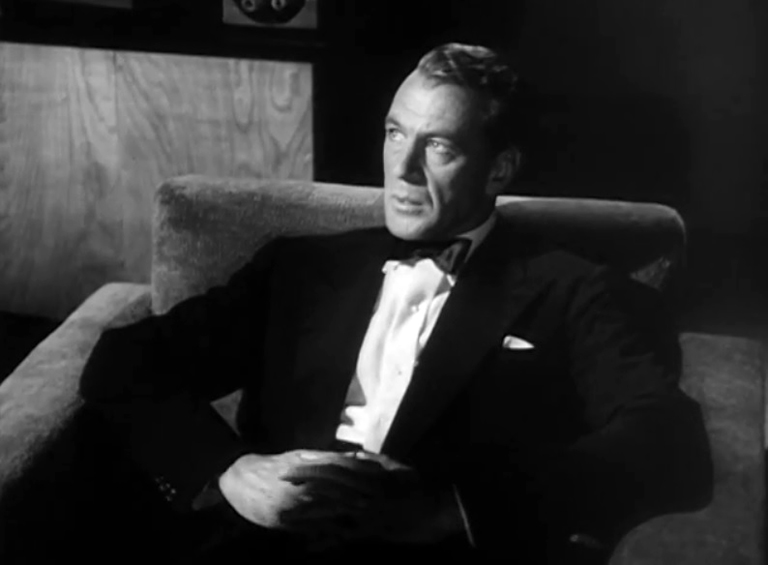
A filmben Gary Cooper alakította Howard Roark szerepét.

Az ősforrás áttörést jelentett Rand pályáján, bár korábban is elért bizonyos sikert a Január 16-i éjszaka című darabjával, és két regénye is megjelent, ami tartós hírnevet és anyagi sikert hozott neki. Az ősforrás megfilmesítésének jogát eladta, és maga írta meg a film forgatókönyvét. 1944 áprilisában eredeti forgatókönyvek írásáról és adaptációkról szóló, több évre szóló szerződést kötött Hal Wallis filmproducerrel.
A regény sikere új megjelenési lehetőséget hozott Rand számára. Bobbs-Merrill felajánlotta, hogy kiad egy ismeretterjesztő könyvet, amely bővebben kifejti Az ősforrás című műben érintett etikai gondolatokat. Bár ez a könyv soha nem készült el, az anyag egy részét ahhoz a cikkhez, amely a Reader's Digest 1944 januári számában jelent meg. Randnek sikerült egy amerikai kiadót is szereznie az Anthemhez, amelyet korábban csak Angliában adtak ki. Az Atlas Shrugged című könyv kiadásáért már több mint egy tucatnyian versengtek. 
Az ősforrás a filozófiai gondolatok iránt érdeklődő, új rajongótábort is vonzott. Amikor az író 1951-ben visszaköltözött New Yorkba, rajongói csoportot szervezett, amit „43-as osztályként” emlegetett, utalva a regény megjelenésének évére. A csoport Rand írásainak filozófiai gondolatait népszerűsítő objektivista mozgalom magjává vált.

### A regény kulturális hatása
Az ősforrás az elmúlt évszázadban és a jelenlegiben is folyamatosan erős eladásokat produkált. 2023-ra több mint 10 millió példány kelt el belőle. Számos népszerű alkotásban, többek között filmben, televíziós sorozatban és más regényben is hivatkoznak rá. 1943-ban jelent meg Isabel Paterson A gép istene és Rose Wilder Lane A szabadság felfedezése című könyve is. E művek publikálása után Randet, Lane-t és Patersont az amerikai libertárius mozgalom alapító anyjaként emlegetik. John Chamberlain újságírót például ezek a műveknek terelték a szocializmustól az általa „régebbi amerikai filozófiának” nevezett libertárius és konzervatív eszmékhez. Philip R. Yannella irodalomprofesszor szerint a regény „az amerikai konzervatív és libertárius politikai kultúra központi szövege”. Az Egyesült Királyságban Sajid Javid, a Konzervatív Párt politikusa beszélt a regény rá gyakorolt hatásáról, és arról, hogy rendszeresen újraolvassa Roark büntetőperének jeleneteit. 
A könyv különösen vonzó a fiatalok számára, ami arra indította James Baker történészt, hogy a könyvet „fontosabbnak tartsa, mint ahogy azt ellenzői gondolják; de nem annyira fontosnak, mint ahogy Rand rajongói képzelik”. Allan Bloom filozófus azt mondta, hogy a regény „aligha irodalom”, de amikor megkérdezte diákjait, hogy mely könyveket tartanak fontosak, Az ősforrást mindig említette valaki. Nora Ephron újságíró azt írta, hogy 18 éves korában szerette meg a regényt, de bevallotta, hogy „nem értette a lényegét”, ami szerinte nagyrészt tudatalatti szexuális metafora. Efron a könyvet újraolvasva úgy érezte, hogy „jobb akkor olvasni, amikor az ember még elég fiatal ahhoz, hogy ne értse a lényeget. Különben az ember óhatatlanul azt gondolja, hogy ez egy nagyon buta könyv.”
Több építészt is inspirált a regény. Fred Stitt építész, a San Franciscó-i Építészeti Intézet alapítója egyik könyvét ajánlotta „első építészeti mentorának, Howard Roarknak”. Julius Shulman épületfotós szerint Rand munkája „először állította az építészetet a nyilvánosság figyelmének központjába”. Azt mondta, hogy a regény nemcsak a 20. századi építészek körében volt befolyásos, hanem „minden modern építész életében az első, a legfontosabb és a középpontban álló” volt. A regény jelentős hatással volt a közvélemény építészetről alkotott képére is. 2016-os elnökválasztási kampány során Donald Trump ingatlanfejlesztő dicsérte a regényt, mondván, azonosul Roarkkal. A Roark Capital Group magántőkealap-kezelő társaság Howard Roark alakjáról kapta a nevét. 

## Feldolgozások

### Film
1949-ben a Warner Bros. a könyvből filmet készített, amelyben Gary Cooper Howard Roark, Patricia Neal Dominique Francon, Raymond Massey Gail Wynand, Kent Smith pedig Peter Keating szerepét alakította. Rand – akinek volt forgatókönyvírói tapasztalata – maga adaptálta a regényt. A filmet King Vidor rendezte. A film 2,1 millió dolláros bevétele 400 000 dollárral volt kevesebb, mint a gyártási költség. A kritikusok porba sújtották a filmet. Negatív kritika jelent meg a The New York Times-ban és a Los Angeles Times-ban, aVarietyben és a The Hollywood Reporter-ben, továbbá a Time-ban és a Good Housekeeping-ben.
Az egykorú levelekben Rand pozitívan reagált a filmre. Azt mondta, ez a valaha Hollywoodban készült leghűségesebb regényadaptáció, és „igazi diadal”. A regény eladása a film által keltett érdeklődés miatt megnőtt.  Az író később azt mondta, hogy nem tetszett neki az egész film, és panaszkodott a vágásra, a színészi játékra és más elemekre. Rand azt mondta, soha többé nem adná el egy regény jogait egy olyan filmes cégnek, amely nem engedi meg neki, hogy kiválassza a rendezőt és a forgatókönyvírót, valamint hogy vágja a filmet. 
Több filmes is érdeklődést mutatott Az ősforrás új feldolgozása iránt, de egyik film forgatása sem kezdődött el. Az 1970-es években Michael Cimino író-rendező szerződést kötött a United Artists stúdióval, hogy saját forgatókönyvét vigye vászonra Clint Eastwooddal Roark szerepében, de a projektet elhalasztotta azért, hogy – végül meg nem valósult – filmet forgasson Janis Joplin és Frank Costello életőről.   Az üzlet Cimino 1980-as Heaven's Gate című filmjének kudarca után meghiúsult, mert a United Artists nem pénzelte tovább a rendező filmjeit. Cimino egészen 2016-ban bekövetkezett haláláig reménykedett a forgatókönyv megfilmesítésében. 
1992-ben James Hill producer megvásárolta a jogokat, és Phil Joanou-t választotta rendezőnek. A 2000-es években Oliver Stone egy új filmváltozat rendezéséről gondolkodott; Roark szerepére állítólag Brad Pitt is szóba került. Egy 2016 márciusi interjúban Zack Snyder rendező érdeklődését fejezte ki Az ősforrás című regény új filmadaptációja iránt, ezt 2018-ban megismételte.  Snyder 2019-ben kijelentette, már nem érdekli a film. 2024-ben azt nyilatkozta, hogy sikertelenül ajánlotta fel a Netflixnek, hogy televíziós sorozat készít a regényből. 

### Színdarab

#### Hollandia

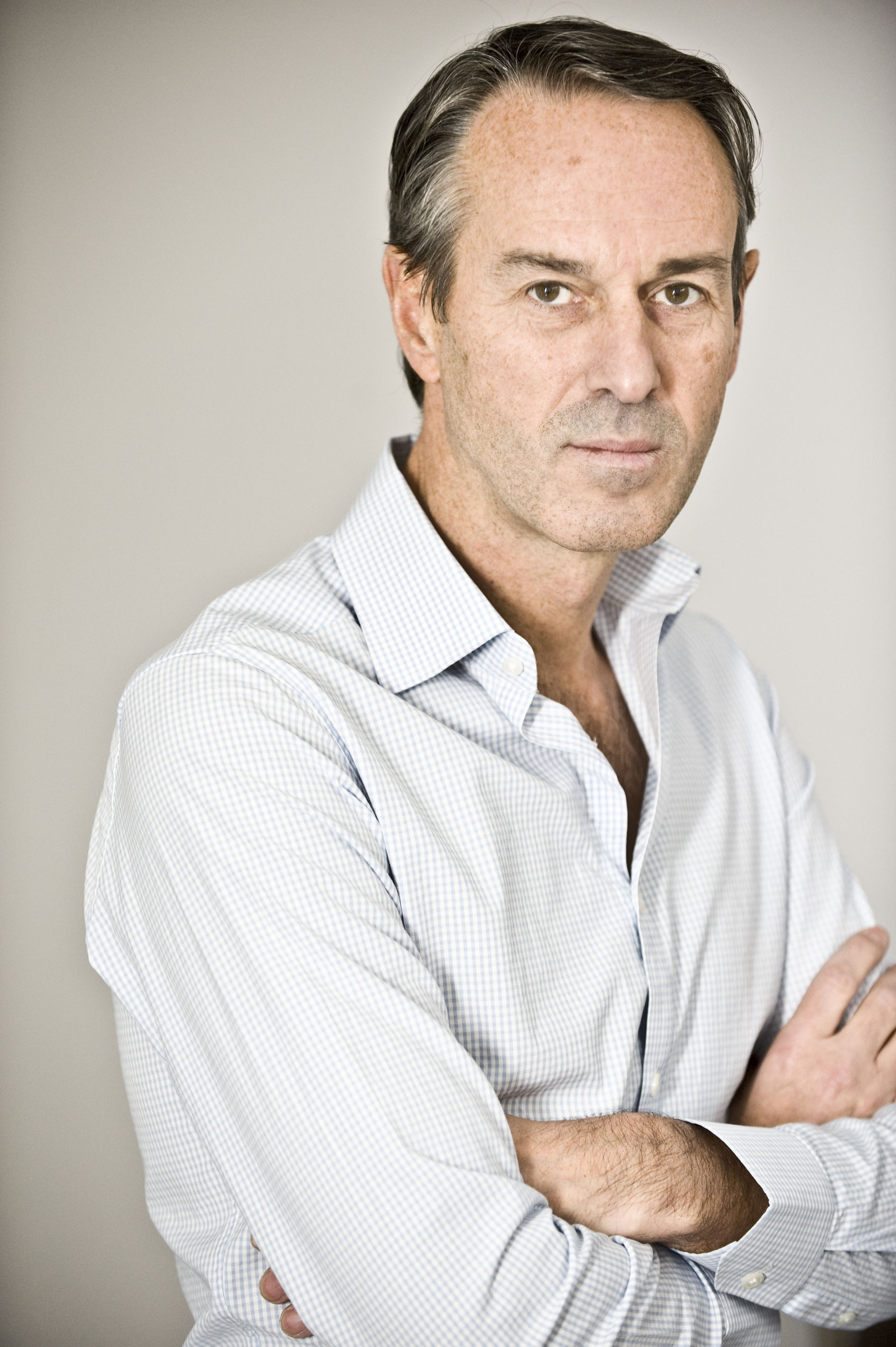
Ivo van Hove a regényből színpadi változatot készített.

A Holland Fesztiválon, 2014 júniusában a Toneelgroep Amsterdam színtársulat a regényből írt, holland nyelvű színdarabot mutatott be. A társulat művészeti igazgatója, Ivo van Hove írta és rendezte a darabot. Ramsey Nasr alakította Howard Roarkot, Halina Reijn pedig Dominique Francont. A négyórás produkció videón mutatta a színészek és Roark terveinek közelijeit, valamint New York látképét. A premier után a produkció turnéra indult, 2014 júliusának elején Barcelonában,  majd még ugyanabben a hónapban az Avignoni Fesztiválon mutatták be. A darab 2016 novemberében a párizsi Odéon–Théâtre de l'Europe-ban, 2017. március 31. és április 2. között pedig a szöuli LG Arts Centerben volt látható. A darab első amerikai bemutatójára a Brooklyn Academy of Music Next Wave Fesztiválján került sor, ahol 2017. november 28. és december 2. között volt látható. 
A darab többnyire pozitív kritikákat kapott. Az Avignoni Fesztivál előadásáról pozitív írt a La Croix,  a Les Échos,  és a Le Monde,  valamint a brit The Guardian, amelynek kritikusa „felvillanyozó színházként” jellemezte az előadást.  A francia Télérama magazin negatív kritikát hozott az avignoni produkcióról, jelentéktelennek nevezve a forrásanyagot, és panaszkodva a forgatáson használt videoképernyőkre; míg egy másik francia magazin – a La Terasse – dicsérte az Odéon produkciójának színpadra állítását és színészi játékát. 
Az amerikai kritikusok többnyire negatív kritikát írtak a Next Wave Festival előadásáról. Helen Shaw The Village Voice-ban megjelent kritikája szerint az adaptáció nézhetetlen, mert komolyan veszi Rand figuráját és nézeteit ahelyett, hogy megkérdőjelezné azokat. A Financial Times kritikusa szerint a darab túl hosszú, és hogy Hove túl nagy tisztelettel közelítette meg Rand „mérgező” könyvét.  A The New York Times-ban Ben Brantley kritikus dicsérte Hove-ot, amiért megragadta Rand „tiszta ponyvahangulatát”, de az anyagot „kamuként” jellemezte, „sok nehézkes szöveggel”  A The Huffington Postban megjelent kritika dicsérte, ahogy van Hove közvetítette Rand  üzenetét, de a darabot a kelleténél egy órával hosszabbnak tartotta.

#### Magyarország
2025. október 10-én a Katona József színház mutatja be a darabot Octogon címen. A regényéből a színpadi változatot Török Tamara készítette. A rendező Máté Gábor.

### Televízió
Teesra Kinara címmel 1980-ban a regényből urdu nyelvű TVjátékot készítettek a pakisztáni televíziós hálózat számára. A sorozat főszereplője Rahat Kazmi volt, aki az adaptációt is írta. Kazmi felesége, Sahira Kazmi alakította Dominique-ot.
Az Egyesült Államokban a regényt parodizálták a Mighty Mouse: The New Adventures című animációs sorozat egyik epizódjában,  valamint a Simpson család című animációs sorozat 20. évadának „Négy nagyszerű nő és egy manikűr” című epizódja utolsó részében. 

### További feldolgozások
1944-ben az Omnibook Magazine kiadta a regény rövidített kiadását, amelyet az Egyesült Államok fegyveres erőinek adtak el. Randot bosszantotta, hogy Bobbs-Merrill engedélyezte a szerkesztett változat kiadását a szöveg jóváhagyása nélkül.  A King Features Syndicate a következő évben megkereste Randot, hogy készítsen egy tömörített, illusztrált változatot a regényből. Rand igent mondott; azzal a feltétellel, hogy felügyeli a szerkesztést és jóváhagyja a szereplői illusztrációit, amelyeket Frank Godwin készített. A harminc részes sorozat 1945. december 24-én indult, és több mint 35 újságban jelent meg.  Anne Heller, Rand életrajzírója dicsérte az adaptációt, „szépen illusztráltnak” nevezve azt. A regény francia nyelvű fordításának reklámozására a svájci Jeheber kiadó az 1940-es évek végén engedélyezte a Svájci Műsorszóró Társaságnak egy rádiójáték-adaptáció sugárzását. Rand nem engedélyezte az adaptációt, egy svájci rajongó leveléből értesült róla 1949-ben. 

## Fordítás
Ez a szócikk részben vagy egészben  a   The Fountainhead című angol Wikipédia-szócikk ezen változatának fordításán alapul.  Az eredeti cikk szerkesztőit annak laptörténete sorolja fel. Ez a jelzés csupán a megfogalmazás eredetét és a szerzői jogokat jelzi, nem szolgál a cikkben szereplő információk forrásmegjelöléseként.

### Megjegyzés
1. ↑  Az Ayn Rand Institute szerint Az ősforrást a következő nyelvekre fordították le: albán, bolgár, kínai, horvát, cseh, dán, holland, észt, francia, német, görög, héber, magyar, izlandi, olasz, japán, koreai, litván, marathi, mongol, norvég, lengyel, portugál, román, orosz, szerb, szlovén, spanyol, svéd, török, ukrán, vietnámi.[81]

### Idézett művek
- Adil, Mamun M.. „The Portrait of a Lady”, Aurora, 2007. január 1. (Hozzáférés: 2017. június 1.)
- Baker, James T.. Ayn Rand. Boston, Massachusetts: Twayne Publishers (1987). ISBN 0-8057-7497-1
- Bitter, Alex. „One Private-equity Firm Controls More Than a Dozen of the Biggest Restaurant Chains”, Business Insider, 2024. június 17.
- Bloom, Allan. The Closing of the American Mind. New York: Simon & Schuster (1987). ISBN 0-671-65715-1
- Branden, Barbara. The Passion of Ayn Rand. Garden City, New York: Doubleday & Company (1986). ISBN 0-385-19171-5
- Brantley, Ben. „Review: The Fountainhead, High-Tech, Juicy and Full of Pulp”, The New York Times, 2017. november 29. (Hozzáférés: 2017. december 3.)
- Britting, Jeff. Ayn Rand, Overlook Illustrated Lives. New York: Overlook Duckworth (2004). ISBN 1-58567-406-0
- Brownmiller, Susan. Against Our Will: Men, Women, and Rape. New York: Simon & Schuster (1975). ISBN 0-671-22062-4
- Brühwiler, Claudia Franziska. Out of a Gray Fog: Ayn Rand's Europe, Kindle, Politics, Literature & Film, Lanham, Maryland: Lexington Books (2021. július 19.). ISBN 978-1-79363-686-7
- Burns, Jennifer. Goddess of the Market: Ayn Rand and the American Right. New York: Oxford University Press (2009). ISBN 978-0-19-532487-7
- Candoni, Christopher. „The Fountainhead: Ivo Van Hove architecte d'un grand spectacle”, Toute la Culture, 2014. július 16. (Hozzáférés: 2014. augusztus 19.) (francia nyelvű)
- Carducci, Mark Patrick. Michael Cimino, Film Directors on Directing. Westport, Connecticut: Praeger (1989). ISBN 0-275-93272-9
- Chamberlain, John. A Life with the Printed Word. Chicago, Illinois: Regnery Gateway (1982). ISBN 0-89526-656-3
- Chevilley, Philippe. „Avignon: Ivo van Hove, le constructeur”, Les Echos, 2014. július 15.. [2023. október 15-i dátummal az eredetiből archiválva] (Hozzáférés: 2024. augusztus 16.) (francia nyelvű)
- Chughtai, Zahra. „Once Upon a Time...”, Newsline, 2015. január 1. (Hozzáférés: 2017. június 1.)
- Cullen-DuPont, Kathryn. Encyclopedia of Women's History in America, 2nd, New York: Infobase Publishing (2000). ISBN 0-8160-4100-8
- Darge, Fabienne. „La Liberté de l'artiste contre la cociété de masse”, Le Monde, 2014. július 14. (Hozzáférés: 2016. december 23.) (francia nyelvű)
- Davis, Edward: Zack Snyder Says He Pitched His Fountainhead Movie to Netflix as a Series, but They Passed. The Playlist , 2024. március 7. (Hozzáférés: 2024. március 7.)
- Den Uyl, Douglas J.. The Fountainhead: An American Novel, Twayne's Masterwork Studies. New York: Twayne Publishers (1999). ISBN 0-8057-7932-9
- Eilenberger, Wolfram. The Visionaries: Arendt, Beauvoir, Rand, Weil, and the Power of Philosophy in Dark Times, Kindle, New York: Penguin (2023). ISBN 978-0-593-29746-9
- Dockterman, Eliana. What to Know About the Justice League Snyder Cut—and Why Some People Are Upset About Its Release (2020. május 21.)
- Ephron, Nora. The Fountainhead Revisited, Wallflower at the Orgy. New York: Viking Press, 47. o. (1970). ISBN 0-670-74926-5
- Eyman, Scott. Empire of Dreams: The Epic Life of Cecil B. DeMille. New York: Simon & Schuster (2010). ISBN 978-0-7432-8955-9
- Filler, Martin. „Maman's Boy”, The New York Review of Books, 2009. április 30., 33–36. oldal
- Flowers, Benjamin. Skyscraper: The Politics and Power of Building New York City in the Twentieth Century. Philadelphia, Pennsylvania: University of Pennsylvania Press (2009). ISBN 978-0-8122-4184-6
- Freeling, Isa. „Toneelgroep Amsterdam Does Ayn Rand's The Fountainhead at BAM”, The Huffington Post, 2017. december 2. (Hozzáférés: 2017. december 3.)
- Gladstein, Mimi Reisel. The New Ayn Rand Companion. Westport, Connecticut: Greenwood Press (1999). ISBN 0-313-30321-5
- Gladstein, Mimi Reisel. Ayn Rand, Major Conservative and Libertarian Thinkers series. New York: Continuum Publishing (2009). ISBN 978-0-8264-4513-1
- Feminist Interpretations of Ayn Rand, Re-reading the Canon. University Park, Pennsylvania: Pennsylvania State University Press (1999). ISBN 0-271-01830-5
- Gotthelf, Allan. On Ayn Rand, Wadsworth Philosophers Series. Belmont, California: Wadsworth Publishing (2000). ISBN 0-534-57625-7
- Gotthelf. A Companion to Ayn Rand, Blackwell Companions to Philosophy. Hoboken, New Jersey: Wiley Blackwell (2016). ISBN 978-1-4051-8684-1
- Heller, Anne C.. Ayn Rand and the World She Made. New York: Doubleday (2009). ISBN 978-0-385-51399-9
- Hicks, Stephen R.C. (2009. szeptember 1.). „Egoism in Nietzsche and Rand”. The Journal of Ayn Rand Studies 10 (2), 249–291. o. DOI:10.2307/41560389. JSTOR 41560389.
- Hipes, Patrick. „Zack Snyder Says The Fountainhead Is His Next Project”, Deadline Hollywood, 2018. május 28. (Hozzáférés: 2018. május 31.)
- Hoberman, J.. An Army of Phantoms: American Movies and the Making of the Cold War. New York: The New Press (2011). ISBN 978-1-59558-005-4
- Hornstein, Alan D. (1999). „The Trials of Howard Roark” (PDF). Legal Studies Forum 23 (4), 431–448. o.
- Hosey, Lance: The Fountainhead: Everything That's Wrong with Architecture. ArchDaily , 2013. november 14. (Hozzáférés: 2016. szeptember 17.)
- Huxtable, Ada Louise. Frank Lloyd Wright: A Life. New York: Penguin Publishing (2008). ISBN 978-0-14-311429-1
- Johnson, Donald Leslie. The Fountainheads: Wright, Rand, the FBI and Hollywood. Jefferson, North Carolina: McFarland & Company (2005). ISBN 0-7864-1958-X
- Kingwell, Mark. Nearest Thing to Heaven: The Empire State Building and American Dreams. New Haven, Connecticut: Yale University Press (2006). ISBN 978-0-300-10622-0
- Leo, Alex. „Maggie Speaks! The Littlest Simpson Says Her First Sentence While Acting Out The Fountainhead”, The Huffington Post, 2009. június 11. (Hozzáférés: 2018. május 28.)
- Lewis, Michael J.. „The Rise of the 'Starchitect'”, The New Criterion, 2007. december 1. (Hozzáférés: 2017. szeptember 20.)
- Mayhew. Essays on Ayn Rand's The Fountainhead. Lanham, Maryland: Lexington Books (2006). ISBN 0-7391-1577-4
- Essays on Ayn Rand's Atlas Shrugged. Lanham, Maryland: Lexington Books (2009). ISBN 978-0-7391-2780-3
- McConnell, Scott. 100 Voices: An Oral History of Ayn Rand. New York: New American Library (2010). ISBN 978-0-451-23130-7
- McGuinness, Max. „Ivo van Hove Takes on Ayn Rand: The Fountainhead in New York”, Financial Times, 2017. december 1.. [2022. december 10-i dátummal az eredetiből archiválva] (Hozzáférés: 2017. december 3.)
- Méreuze, Didier. „Fountainhead, Roark l'architecte en sa tour d'ivoire”, La Croix, 2014. július 17. (Hozzáférés: 2016. december 22.) (francia nyelvű)
- Merrill, Ronald E.. The Ideas of Ayn Rand. La Salle, Illinois: Open Court Publishing (1991). ISBN 0-8126-9157-1
- Mueller, Matt: Michael Cimino Tells Locarno Audience 'I'll Never Stop' (angol nyelven). Screen Daily , 2015. augusztus 11. [2019. július 26-i dátummal az eredetiből archiválva]. (Hozzáférés: 2021. március 15.)
- Oliver, Charles. „Who'll Play Roark?”, Reason, 1992. december 1. (Hozzáférés: 2017. szeptember 20.)
- Pascaud, Fabienne. „Avignon: l'interminable Source vive d'Ivo van Hove”, Télérama, 2014. július 14. (Hozzáférés: 2016. december 22.) (francia nyelvű)
- Perinn, Vincent L.. Ayn Rand: First Descriptive Bibliography. Rockville, Maryland: Quill & Brush (1990). ISBN 0-9610494-8-0
- Phipps, Keith. „Mighty Mouse: The New Adventures, The Complete Series”, AV Club, 2010. január 13.. [2017. szeptember 8-i dátummal az eredetiből archiválva] (Hozzáférés: 2018. augusztus 6.)
- Powell, Jim (1996. május 1.). „Rose Wilder Lane, Isabel Paterson, and Ayn Rand: Three Women Who Inspired the Modern Libertarian Movement”. The Freeman: Ideas on Liberty 46 (5), 322. o. (Hozzáférés: 2011. április 15.)
- Powers, Kirsten. „Donald Trump's 'Kinder, Gentler' Version: Kirsten Powers”, USA Today, 2016. április 11.. [2016. április 12-i dátummal az eredetiből archiválva] (Hozzáférés: 2022. június 9.)
- Prescott, Orville. „Books of the Times”, The New York Times, 1943. május 12., 23. oldal
- Pruette, Lorine. „Battle Against Evil”, The New York Times, 1943. május 16., BR7. oldal  Reprinted in  Books of the Century. New York: Times Books, 135–136. o. (1998). ISBN 0-8129-2965-9
- Rand, Ayn. Letters of Ayn Rand. New York: Dutton (1995). ISBN 0-525-93946-6
- Rand, Ayn. Journals of Ayn Rand. New York: Dutton (1997). ISBN 0-525-94370-6
- Rand, Ayn. The Fountainhead. New York: Plume (2005a). ISBN 978-1-101-13718-5
- Rand, Ayn. Ayn Rand Answers, the Best of Her Q&A. New York: New American Library (2005b). ISBN 0-451-21665-2
- Reidy, Peter: Frank Lloyd Wright And Ayn Rand. The Atlas Society, 2010. július 7. (Hozzáférés: 2016. augusztus 23.)
- Santi, Agnès. „Théâtre – Critique: The Fountainhead”, La Terrasse, 2016. október 25. (Hozzáférés: 2016. december 23.) (francia nyelvű)
- Schleier, Merrill. Skyscraper Cinema: Architecture and Gender in American Film. Minneapolis: University of Minnesota Press (2009). ISBN 978-0-8166-4281-6
- Sciabarra, Chris Matthew. Ayn Rand: The Russian Radical. University Park, Pennsylvania: Pennsylvania State University Press (1995). ISBN 0-271-01440-7
- Sciabarra, Chris Matthew (2004. február 1.). „The Illustrated Rand”. The Journal of Ayn Rand Studies 6 (1), 1–20. o. JSTOR 41560268.
- Shaw, Helen. „Ivo Van Hove Turns Ayn Rand's The Fountainhead Into a Gusher of Nonsense”, The Village Voice, 2017. december 1.. [2017. december 4-i dátummal az eredetiből archiválva] (Hozzáférés: 2017. december 3.)
- Siegel, Tatiana. „'Batman v. Superman': Married Creative Duo on That R-Rated DVD, Plans for DC Superhero Universe”, The Hollywood Reporter, 2016. március 17.. [2024. április 8-i dátummal az eredetiből archiválva] (Hozzáférés: 2024. augusztus 16.)
- Sylvester, Rachel. „Both Sides Now: Inside the Rise of Sajid Javid”, Prospect, 2019. január 27. (Hozzáférés: 2019. február 4.)
- The Literary Art of Ayn Rand. Poughkeepsie, New York: The Objectivist Center (2005). ISBN 1-57724-070-7
- Thompson, Anne: Remembering Michael Cimino, Dead at 77 (angol nyelven). IndieWire , 2016. július 2. [2022. május 28-i dátummal az eredetiből archiválva]. (Hozzáférés: 2021. március 15.)
- Todd, Andrew. „The Fountainhead Review – Ivo van Hove's Smouldering Take on Ayn Rand”, The Guardian, 2014. július 16. (Hozzáférés: 2016. december 22.)
- Walker, Jeff. The Ayn Rand Cult. La Salle, Illinois: Open Court Publishing (1999). ISBN 0-8126-9390-6
- Weiss, Gary. Ayn Rand Nation: The Hidden Struggle for America's Soul. New York: St. Martin's Press (2012). ISBN 978-0-312-59073-4
- Yannella, Philip R.. American Literature in Context after 1929. Malden, Massachusetts: Wiley-Blackwell (2011). ISBN 978-1-4051-8599-8
- Yim, Seung-hye. „Fountainhead Put on Stage by Dutch Director”, Korea JoongAng Daily, 2017. április 1. (Hozzáférés: 2017. november 30.)
- Yoon, Min-sik. „Van Hove Asks, 'Idealism or Practicality?' Via The Fountainhead”, The Korea Herald, 2017. március 30. (Hozzáférés: 2017. november 30.)